# Estação arqueológica de São João de Perrelos
A Estação Arqueológica de São João Perrelos localiza-se nas freguesias de Delães, Ruivães e Novais, Oliveira (São Mateus) e Castelões no Município de Vila Nova de Famalicão, Distrito de Braga, em Portugal.
Está classificada como Sítio de Interesse Público desde 2013.
Abrange toda uma zona cujo centro pode ser tomado pelo marco geodésico de São Miguel (a 291 metros de altitude) e se estende, pontualmente, até à cota dos 200 metros.
Encontram-se preservados testemunhos de atividades humanas em várias épocas cronológicas, nele se destacando: 
- O Castro de S. Miguel, povoado da Idade do Ferro situado na parte mais elevada do monte e que chegou a ser romanizado. Já sofreu alguma destruição por exploração de pedreiras, sobretudo na acrópole.

- A Estação Romana, com ocupação provável entre os séculos III e V. Aí se encontram diversos vestígios dessa época e as campanhas de escavação permitiram colocar à vista um conjunto de estruturas habitacionais que indiciam a existência de uma villa ou um vicus. Foi também identificado uma estrutura com hipocausto que teria sido um edifício de banhos/termas.

- A Necrópole medieval, com 59 sepulturas, datável entre os séculos XI e XIII e situada a SE da anterior plataforma, provavelmente associada a um edifício, cuja fundação poderá ser românica, em ruína, que se encontra na proximidade.